# Яссыорен
Яссыоре́н (тур. Yassıören), также Яссывиран (Yassiviran) — махалле (квартал) в Турции, в районе (ильче) Арнавуткёй провинции (ила) Стамбул.
Яссыорен расположен на северо-западе страны, в европейской её части, на полуострове Пашаэли. Расстояние до Стамбула — 64 км.  Город пересекает железнодорожная дорога и автомобильная трасса.